# Carl Schuler

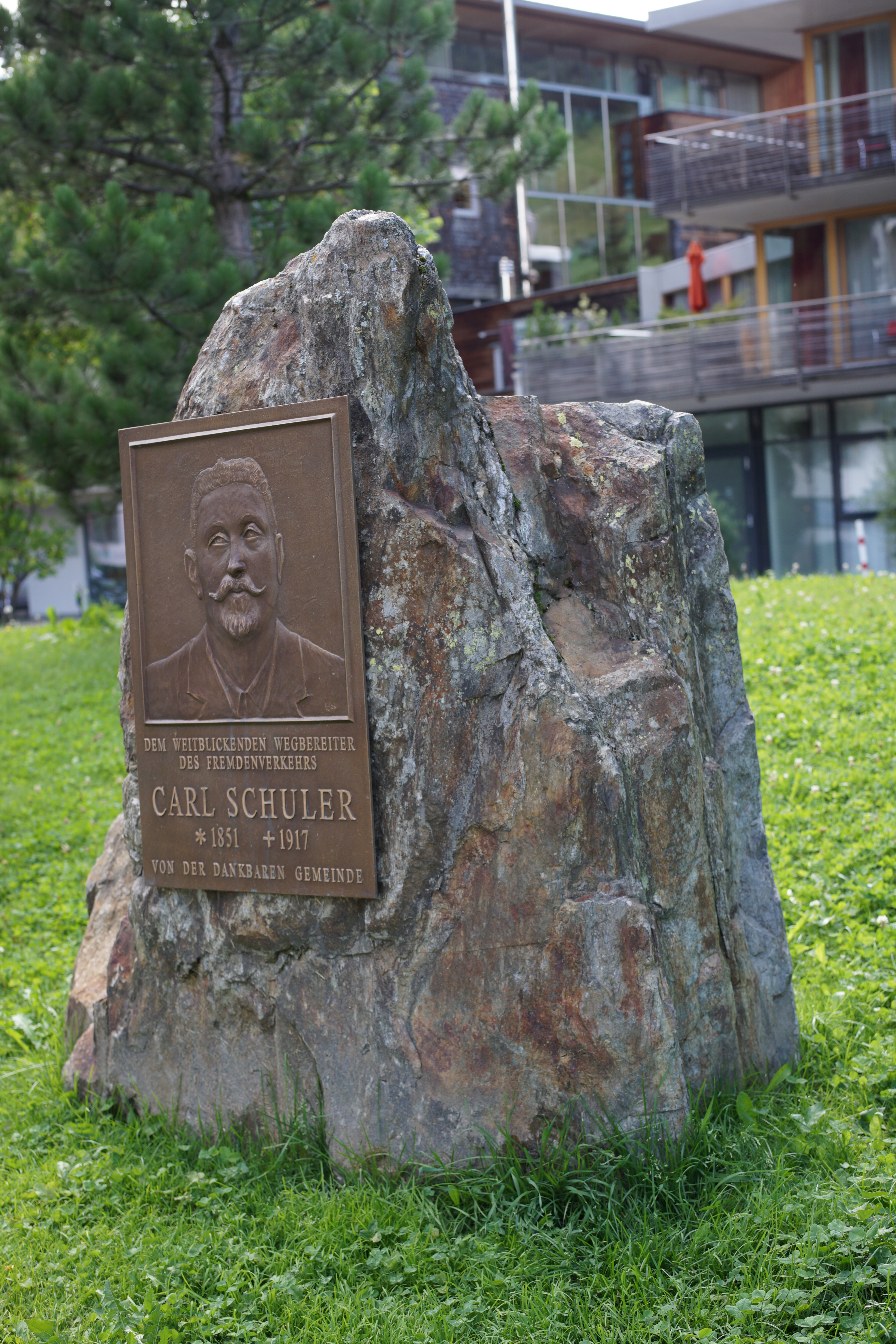
Denkmal für Carl Schuler beim alten Bahnhof von St. Anton

Carl Franz Schuler (* 19. November 1851 in Nasserein; † 30. Juni 1917 ebenda) war ein österreichischer Hotelier und Sport- und Fremdenverkehrspionier. Er gilt als der Begründer des Tourismus in St. Anton.

## Leben
Carl Schuler übernahm nach 1880 das Amt des Postmeisters von seinem Vater Franz Schuler. Nachdem 1884 die Arlbergbahn mit dem Arlbergtunnel eröffnet wurde, erfuhr St. Anton einen Aufschwung. Schuler verstand, die neuen Möglichkeiten zu nutzen, vergrößerte das alte Gasthaus „Post“ und eröffnete 1896 das neue „Hotel Post“, das mit 75 Zimmern und 110 Betten bald zu den führenden Hotels in Tirol zählte. Sein Sohn, Walter Schuler, ließ es 1927 nach den Plänen des Architekten Clemens Holzmeister umbauen. Carl Schuler ließ auch das erste Elektrizitätswerk im Tal errichten.
Zusammen mit seinen Söhnen gehörte er zu den ersten Schifahrern am Arlberg. 1901 war er Gründungsmitglied und bis 1905 Obmann des Ski-Club Arlberg.  Gemeinsam mit Rudolf Gomperz verpflichtete er 1907 den Schilaufpionier Hannes Schneider als Schilehrer, der später die Schischule Arlberg gründete.
Carl Schuler wurde ein Denkmal gewidmet, das im öffentlichen Park beim alten Bahnhof der Gemeinde steht. In St. Anton wurde auch der Carl-Schuler-Weg ⊙ nach ihm benannt.